# Fleece

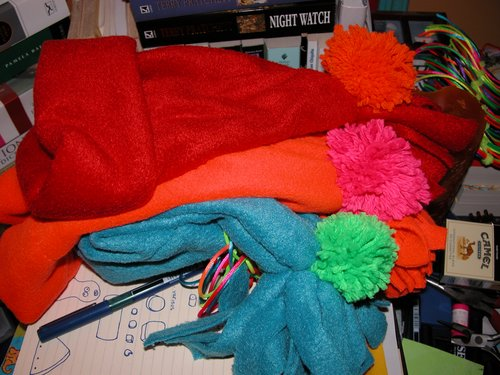
Fleecemössor

Fleece är ett tyg med ruggad yta, som i huvudsak används till plädar och fritidskläder. Fleecematerial är nästan alltid tillverkat av 100% polyester, men det finns också fleece tillverkad av bomull och av ull.
Ordet "fleece" är belagt i svenska språket sedan 1991.

## Användning och egenskaper
Snarlika material togs fram parallellt av flera företag: Ett av de första var Maiden Mills (senare Polartech LCC) som 1979 lanserade "Polar Fleece".
Fleece av konstfiber är töjbart, mjukt och varmt samt lätt att tvätta. Det håller värme och transporterar fukt, vilket gör det effektivt för utomhusaktiviteter. Fleece används i jackor, hattar, tröjor, sweatpants, tygdukar (blöjor), gymnastikkläder, hoodies, filtar och högpresterande utomhuskläder. 
Fleecematerialet består av stickat tyg i mycket små maskor, fastän det nästan förefaller att vara vävt. Det kombineras ofta med ett innetyg och bildar då ofta ett vindtätt material, som kallas windstopper. Fleece tillverkas ibland av återvunna PET-flaskor, som malts ned, smälts och sedan spunnits till fiber. 
Fleece alstrar statisk elektricitet och är inte lämplig i lokaler/säkerhetszoner med explosionsrisk eller i lokaler med känslig elektronik. 
Tål inte hög värme och skall inte strykas eller torkas på hög värme i en torktumlare.

## Miljöpåverkan
Polyesterfleece är ett konstfibertyg som tillverkas av icke-förnybar olja.
Plastfibrer som lossnar vid tvätt fångas inte upp i reningsverken utan kommer ut i sjöar och hav där de skadar biologiska system, till exempel fiskar, skaldjur och urdjur.
Varje gång en fleecetröja tvättas lossnar mer än 1900 små plastpartiklar, vilket är mer än något annat klädesplagg av polyester.